# Cheirostylis filipetala
Cheirostylis filipetala är en orkidéart som beskrevs av Leonid Vladimirovitj Averjanov. Cheirostylis filipetala ingår i släktet Cheirostylis och familjen orkidéer. Inga underarter finns listade i Catalogue of Life.